# Актис
Завод «Актис» — российский завод по производству стеклотары в Ростовской области. Одно из крупнейших предприятий Юга страны и один из крупнейших в Европе производителей стеклотары для пивной, ликероводочной и пищевой промышленности. Численность предприятия — около 800 сотрудников. Основатель — ростовский предприниматель Владимир Базиян. По итогам 2016 года предприятие имело 3,2 млрд руб. выручки.
Завод расположен в Новочеркасске на площадке бывшего советского предприятия «Новочеркасскнефтемаш».
Завод оборудован тремя стекловаренными печами производительностью до 440 тонн стекломассы (до 1 млн ед. стеклотары) в сутки каждая. Проект завода разработан чешской компанией Teplotechna-Prima. Первая очередь производства мощностью 110 миллионов единиц стеклотары в год была запущена в 2000 году. После ввода третьей очереди производства в 2013 году предприятие способно выпускать до 1,1 млрд единиц узкогорлой стеклотары в год.
В конце 2015 года у предприятия начались серьезные проблемы, связанные с тем, что АО Фирма «Актис» выступило поручителем по кредитам ООО «Эскорт», где Владимир Базиян на 45 % являлся владельцем, а до апреля 2014 года был генеральным директором. Также предприятие подкосило падение рубля в 2014 году, которое критично утяжелило его долг. Отягчающим обстоятельством стал конфликт Владимира Базияна и его партнера по компании «Эскорт» Леонида Тавровского, который привел к развалу их бизнеса.
В 2017 году АО Фирма «Актис» было признано банкротом с открытием конкурсного производства. Общая сумма финансовых требований к компании составляет порядка 7 млрд руб. Крупнейшими кредиторами АО являлись аффилированное с «Татнефтью» ООО РНГО (3,2 млрд руб.), «Чешский экспортный банк» (1,8 млрд руб.) и связанное со Сбербанком ООО «СБК Уран» (1,5 млрд руб.).
Осенью 2021 года АО «Гланит» стало полноправным владельцем завода.